# Vasas Sport Club
Il Vasas SC (nome completo Vasas Sport Club), detto anche Budapesti Vasas, è una società polisportiva ungherese di Budapest, nota soprattutto per le sezioni maschili di calcio e pallanuoto. 
Milita in Nemzeti Bajnokság II, la seconda divisione del Campionato ungherese di calcio.
La sezione maschile di pallanuoto ha vinto diciotto titoli nazionali, quattordici coppe ungheresi, tre Coppe delle Coppe, due Coppe dei Campioni, una Coppa LEN ed una Supercoppa LEN, mentre la sezione femminile ha vinto due titoli nazionali.
La sezione femminile di pallamano, invece, ha vinto quindici volte il campionato ungherese, e una volta quello europeo nel 1982. Inoltre, fino al 2006 sono state vinte quaranta medaglie olimpiche da sportivi militanti nella società.
La squadra di calcio, una delle più forti durante gli anni sessanta, nella sua storia ha conquistato sei campionati ungheresi e quattro Coppe d'Ungheria. Nella stagione 2018/2019 la squadra milita nella Nemzeti Bajnokság II, la seconda serie del campionato ungherese.
A livello internazionale il risultato di maggior prestigio è il raggiungimento delle semifinali nella Coppa dei Campioni 1957-1958, ma ha conquistato anche sei Mitropa Cup (record di successi nella competizione).

## Storia
Il Vasas Sport Club viene fondato il 16 marzo 1911 a Budapest.
Partecipa per la prima volta al massimo campionato nazionale nella stagione 1916-1917, e la conclude al sesto posto. In quegli anni il rendimento della squadra non è costante: disputa buoni campionati come quelli del 1924-1925 e del 1925-1926 che si concludono col terzo posto, ma retrocede una prima volta al termine del campionato 1928-1929. Una seconda retrocessione avviene nel campionato 1931-1932, ma in questa occasione la squadra trascorre una dozzina di stagioni lontano dalla massima divisione, facendovi ritorno solo nella stagione 1942-1943.
Nel Dopoguerra la squadra conquista due secondi posto nel campionato 1945-1946 e in quello 1947-1948. Negli anni a seguire ottiene dei buoni piazzamenti, e nel 1955 vince il primo trofeo, la Magyar Kupa. Anche a livello internazionale il Vasas festeggia il primo trofeo, la Coppa Mitropa 1956, ottenuta battendo in finale il Rapid Vienna.
A conferma del buon periodo della squadra, nel 1957 arriva il primo titolo nazionale, a cui segue la partecipazione alla Coppa dei Campioni 1957-1958. In questa competizione gli ungheresi eliminano il CSKA Sofia, lo Young Boys e l'Ajax, quest'ultimo sconfitto 4-0 a Budapest dopo che la partita di andata era terminata 2-2. Il Vasas si arrende in semifinale ai campioni in carica del Real Madrid, che in quell'edizione conquisteranno nuovamente il trofeo. Conquista poi due Coppe Mitropa nel 1957 e nel 1960, mentre in campionato rimane sempre nelle prime posizioni. Vince poi il secondo titolo nazionale nel 1960-1961, ma il cammino nella Coppa dei Campioni 1961-1962 si interrompe al primo turno, sempre per opera del Real Madrid. Il Vasas vince il terzo titolo nel 1961-1962, e conquista la Coppa Mitropa 1962, qualificandosi nel girone davanti alla Fiorentina, ed eliminando successivamente l'Atalanta in semifinale, e sconfiggendo il Bologna in finale. Partecipa anche alla Coppa dei Campioni 1962-1963, ma, dopo aver superato agevolmente il primo turno, viene eliminato al secondo dal Feyenoord. La squadra vince poi i campionati 1965 e 1966, e in quest'ultimo János Farkas è capocannoniere con venticinque gol. Nelle due partecipazioni alla Coppa dei Campioni viene però eliminato prima dall'Inter negli ottavi, e poi dal Benfica nei quarti. Intanto vince la Coppa Mitropa 1965, sconfiggendo in finale la Fiorentina.
Gli anni settanta si aprono con il dominio dell'Újpest in campionato, e il Vasas si deve accontentare solo di buoni piazzamenti. Conquista la seconda Coppa nazionale nel 1973, e prende parte alla Coppa delle Coppe 1973-1974. Qui non riesce a superare il primo turno, venendo sconfitto in entrambe le partite dal Sunderland. Partecipa anche alla Coppa UEFA 1975-1976, ma viene eliminato agli ottavi di finale dal Barcellona. Nella stagione successiva il Vasas conquista il sesto titolo nazionale lasciandosi alle spalle l'Újpest, in più Béla Váradi è capocannoniere del torneo con trentasei gol. Partecipa alla Coppa dei Campioni 1977-1978, ma anche in questo caso si ferma al primo turno, venendo sconfitto nel doppio confronto dal Borussia Mönchengladbach.
Gli anni ottanta cominciano con una finale di Coppa nazionale persa 3-0 contro il Diósgyőr; nell'edizione successiva però in finale si trovano di fronte sempre le stesse squadre, e stavolta è il Vasas a conquistare il trofeo, vincendo la partita per 1-0. La quarta Coppa viene conquistata nel 1986, battendo nell'ultimo atto il Ferencváros ai calci di rigore. In ambito internazionale si registra il settimo successo in Coppa Mitropa, nel 1983, trofeo conquistato vincendo il girone finale al quale partecipa anche il Verona. In campionato, invece, il punto più alto del decennio è il terzo posto, raggiunto sia nel 1979-1980 che nel 1980-1981. Il punto più basso viene raggiunto nel campionato 1988-1989, quando si salva sconfiggendo nello spareggio promozione-retrocessione lo Szeged.
Nella prima metà degli anni novanta il Vasas si classifica generalmente a metà classifica, ma il decennio si chiude con un ritorno al vertice, con il terzo posto conquistato nel campionato 1997-1998. Il Vasas è nuovamente terzo nel campionato 1999-2000, e partecipa alla Coppa UEFA 2000-2001: qui, dopo aver superato il turno preliminare è però eliminato dall'AEK Atene. In campionato è di nuovo terzo nella stessa stagione, ma retrocede al termine del campionato 2001-2002. Tornato a disputare il massimo campionato nella stagione 2004-2005, ottiene come massimo risultato un quinto posto nel 2006-2007, prima di retrocedere nuovamente al termine del campionato 2011-2012. Ritorna nella massima serie ungherese, nella stagione 2014/2015.

## Cronologia dei nomi
- 1911 - 1925 Vas-és Fémmunkások Sport Clubja
- 1926 - 1943 Vasas SC
- 1943 - 1944 Nemzeti Nehézipari Munkások Kinizsi SC
- 1944 - 1949 Vasas SC
- 1949 - 1957 Budapesti Vasas SC
- 1957 - 1992 Vasas SC
- 1992 - 1993 Vasas SC-Smirnoff
- 1993 - 1995 Vasas Ilzer
- 1995 - 1996 Vasas Casino Vígadó
- 1997 Vasas SC
- 1997 - 2001 Vasas Danubius Hotels
- 2001 - 2003 Vasas SC
- 2003 - 2009 Budapesti Vasas SC
- 2009 - 2011 Vasas SC
- 2011 - 2012 Vasas–HÍD
- 2012 - presente Vasas SC

## Palmarès

### Competizioni nazionali
- Campionato ungherese: 6

1957, 1960-1961, 1961-1962, 1965, 1966, 1976-1977
- Coppa d'Ungheria: 4

1954-1955, 1973, 1980-1981, 1985-1986
- Nemzeti Bajnokság II: 2

2014-2015, 2021-2022

### Competizioni internazionali
- Coppa Mitropa: 6  (record)

1956, 1957, 1962, 1965, 1969-1970, 1982-1983

### Altri piazzamenti
- Campionato ungherese:

Secondo posto: 1945-1946, 1947-1948
Terzo posto: 1924-1925, 1925-1926, 1946-1947, 1953, 1959-1960, 1968, 1970-1971, 1972-1973, 1979-1980, 1980-1981, 1997-1998, 1999-2000, 2000-2001, 2016-2017
- Coppa d'Ungheria:

Finalista: 1976-1977 (girone finale), 1979-1980, 1999-2000, 2005-2006
Semifinalista: 1970, 1974-1975, 1977-1978, 1986-1987, 2006-2007, 2012-2013
- Nemzeti Bajnokság II:

Secondo posto: 2003-2004, 2012-2013
Terzo posto: 2019-2020, 2024-2025
- Coppa dei Campioni:

Semifinalista: 1957-1958
- Coppa Mitropa:

Finalista: 1963
Semifinalista: 1964, 1968-1969, 1986-1987
Terzo posto: 1966, 1976-1977
Quarto posto: 1983-1984

## Giocatori celebri

### Vincitori di titoli
Calciatori campioni olimpici di calcio
- Lajos Csordás (Helsinki 1952)
- János Farkas (Tokyo 1964)
- Kálmán Ihász (Tokyo 1964)
- Antal Szentmihályi (Tokyo 1964)

## Allenatori celebri
Bela Guttman

## Organico

### Rosa 2022-2023
| N. |                     | Ruolo | Calciatore             |
| -- | ------------------- | ----- | ---------------------- |
| 2  | Ungheria (bandiera) | D     | Donát Szivacski        |
| 5  | Ungheria (bandiera) | D     | Róbert Litauszki       |
| 6  | Ungheria (bandiera) | C     | Patrik Hidi            |
| 7  | Ungheria (bandiera) | C     | Krisztián Géresi       |
| 8  | Ungheria (bandiera) | C     | Sebestyén Ihrig-Farkas |
| 9  | Ungheria (bandiera) | A     | Róbert Feczesin        |
| 10 | Ungheria (bandiera) | A     | Filip Holender         |
| 13 | Ungheria (bandiera) | C     | Zsombor Berecz         |
| 14 | Ungheria (bandiera) | C     | Dávid Márkvárt         |
| 15 | Ungheria (bandiera) | C     | Sándor Hidi            |
| 17 | Ungheria (bandiera) | D     | Kristóf Hinora         |
| 19 | Ungheria (bandiera) | C     | Bertalan Kapornai      |
| 20 | Ungheria (bandiera) | D     | Máté Ódor              |
| 21 | Ungheria (bandiera) | C     | Máté Pátkai            |
| 23 | Ungheria (bandiera) | C     | Máté Vida              |
| 26 | Ungheria (bandiera) | P     | János Uram             |

| N. |                       | Ruolo | Calciatore        |
| -- | --------------------- | ----- | ----------------- |
| 30 | Ungheria (bandiera)   | C     | Szabolcs Szilágyi |
| 34 | Ungheria (bandiera)   | D     | Kenny Otigba      |
| 36 | Ungheria (bandiera)   | D     | Botond Baráth     |
| 55 | Ungheria (bandiera)   | P     | Levente Jova      |
| 57 | Ungheria (bandiera)   | D     | Patrick Iyinbor   |
| 58 | Ungheria (bandiera)   | D     | Erik Silye        |
| 66 | Ungheria (bandiera)   | C     | Dominik Sztojka   |
| 67 | Ungheria (bandiera)   | A     | Dominik Cipf      |
| 68 | Ungheria (bandiera)   | D     | János Hegedűs     |
| 70 | Ungheria (bandiera)   | A     | András Radó       |
| 73 | Ungheria (bandiera)   | D     | László Deutsch    |
| 86 | Ungheria (bandiera)   | A     | Soma Novothny     |
| 95 | Ungheria (bandiera)   | P     | Dávid Dombó       |
| 97 | Ungheria (bandiera)   | A     | Dávid Zimonyi     |
| 99 | Ungheria (bandiera)   | A     | József Szalai     |
|    | Slovacchia (bandiera) | C     | Jozef Urblík      |